# Каиш
Каиш или ремен је део одеће, који се носи око струка, преко гардеробе као што су панталоне, бермуде и др. Израђује се најчешће од коже и има функционалну и декоративну улогу. Функционална улога се огледа у спречавању панталона да спадају.

## Историја
Каишеви представљају део мушке гардеробе још од бронзаног доба. Касније су га носила оба пола у зависности од тренутне моде. У западном свету, појасеви су били чешћи за мушкарце, са изузетком раног средњег века, Мантове касног 17. века и комбинација сукње/блузе између 1901. и 1910. године. Арт Нуво копче за појасеве су сада колекционарски предмети. У другој половини 19. века, и све до Првог светског рата, појас је био декоративан, али и утилитарни део војне униформе, посебно међу официрима. У оружаним снагама Пруске, царске Русије и других источноевропских нација, било је уобичајено да официри носе изузетно чврсто притиснуте стомаке и утробу, широке појасеве око струка, на спољној страни униформе, како би подупрли сабљу и из естетских разлога. Ови чврсто стегнути каишеви служили су да увлаче струк и дају носиоцу дотерану грађу, наглашавајући широка рамена и напучене груди.
У војсци је каиш, опасач, део униформе. Опасач има функционалну улогу, јер се на опасач качи држач за нож, нож, посуда за воду и остали делови војне опреме. Такође, на опасач се по потреби могу качити трегери који имају функцију да додатно затегну опрему војника. Естетска и психолошка функција се огледа у томе да опасач, када је затегнут, истиче атлетску фигуру војника, посебно рамена и груди, што позитивно утиче на морал и самопоуздање војника, а негативно на морал непријатељске војске.
У модерно доба, мушкарци су почели да носе каишеве током1920-их, пошто је струк панталона пао на нижу линију. Пре 1920-их, појасеви су служили углавном у декоративне сврхе и били су повезани са војском. Штавише, пре тога панталоне нису имале ни омче за каиш. Као спортска одећа, већ у 19. веку су биле присутне панталоне са омчама за каиш. Данас је уобичајено да мушкарци носе каиш уз панталоне. У Сједињеним Америчким Државама војни појасеви се чврсто носе на догађајима у одевању или на инспекцији како би се пренели утисци кондиције и дисциплине. Од 1989. године па надаље, амерички војни стандарди у вези са стезањем појаса током нормалних дужности и активности ван дужности били су нешто опуштенији како би се спречили штетни ефекти продуженог прекомерног стезања стомака.
У неким земљама, очев појас би могао бити повезан са телесном казном. Како су каишеви направљени од материјала попут коже који су и јаки и лагани, појас се може лако користити да изазове јак бол користећи га као бич за ударање по задњици детета које се лоше понаша. Штавише, појасеви су били згодни дисциплински алати, јер су углавном одмах доступни за употребу. Појас може да симболизује очински ауторитет и очинску одговорност за понашање и морални развој деце, али се телесно кажњавање не препоручује за употребу у савременом друштву као што је то било у прошлости.
Од 1980-их и чешће средином 1990-их, пракса спуштања панталона, у којој су појасеви (обично осигурани затегнутим каишом) панталона или (обично дугих) шорцева који се носе на или испод кукова, чиме се открива горњи део доњег веша који није заклоњен одећом за горњи део тела, примећено је међу младићима и дечацима, посебно међу онима који су црне боје и сродан је са хип-хоп културом и модом. Верује се да је ова пракса настала од затворских банди и забране каишева у затвору (због њихове употребе као оружја и средства за самоубиство) -- историјски, укључујући у другој половини 20. века, младиће који су били повезани са бандама и од дечака се очекивало да носе своје појасеве чврсто закопчане.

## Материјали
Кожа је најпопуларнији материјал за каиш јер може да издржа увијање, савијање и затезање без оштећења. Каишеви од праве коже такође ће се временом прилагодити кориснику. Каишеви се такође праве од низа других материјала, укључујући плетену кожу, прерађену кожу, антилоп, кожну траку, платно, траке, конопац и винил.

## Мода и формалност
Каишеви су се трансформисали од стриктно утилитарног предмета у модни додатак у данашњем модерном добу. Постоји неколико неизречених правила за каишеве када је у питању облик и боја каиша, посебно за мушкарце који носе одела, у односу на женски избор каиша који је укорењен у модном тренду, маде не увек из неопходности.

### Формални каишеви
Каишеви за свечане панталоне/одећу обично су широки 28–32 mm (мало испод 11⁄4 инча). Ови каишеви нуде посебне форме као што су трапунто каишеви, закошене ивице, фине шавове и конусни врх. Кожа, ако је су направљени од коже, обично је у завршној обради полу или високог сјаја (нпр. спазалато кожа), са чврстим зрном и глатком кожном подлогом. Појасеви за хаљине обично имају копчу од полираног метала.

### Неформални каишеви
Обични каишеви који се нормално носе са тексасом обично су широки између 35 mm и 42 mm (мало испод 11⁄2 инча). Они су обично направљени од једноделне кожне конструкције са текстурираним изгледом, са копчом за каиш у старинској завршној обради, ширим, дебљим шавовима или спајањем, како би се осигурала чврста конструкција.

## Занимљивости
У разговорном језику израз „стегнути каиш“ има пренесено значење и указује на потребу за штедњом.